# 21887 Dipippo
21887 Dipippo este un asteroid din centura principală de asteroizi.

## Descriere
21887 Dipippo este un asteroid din centura principală de asteroizi. A fost descoperit pe 20 octombrie 1999 la Stația Anderson Mesa în cadrul programului LONEOS. Asteroidul prezintă o orbită caracterizată de o semiaxă mare de 2,98 ua, o excentricitate de 0,07 și o înclinație de 9,7° în raport cu ecliptica.